# One Last Breath (Maria Elena Kyriakou)
One Last Breath è un singolo della cantante greco-cipriota Maria Elena Kyriakou, pubblicato il 20 marzo 2015 da Minos EMI e poi incluso nell'omonimo album.
Dopo aver vinto l'Eurosong 2015 ha rappresentato la Grecia all'Eurovision Song Contest 2015, classificandosi al 19º posto nella finale dell'evento.

## All'Eurovision Song Contest

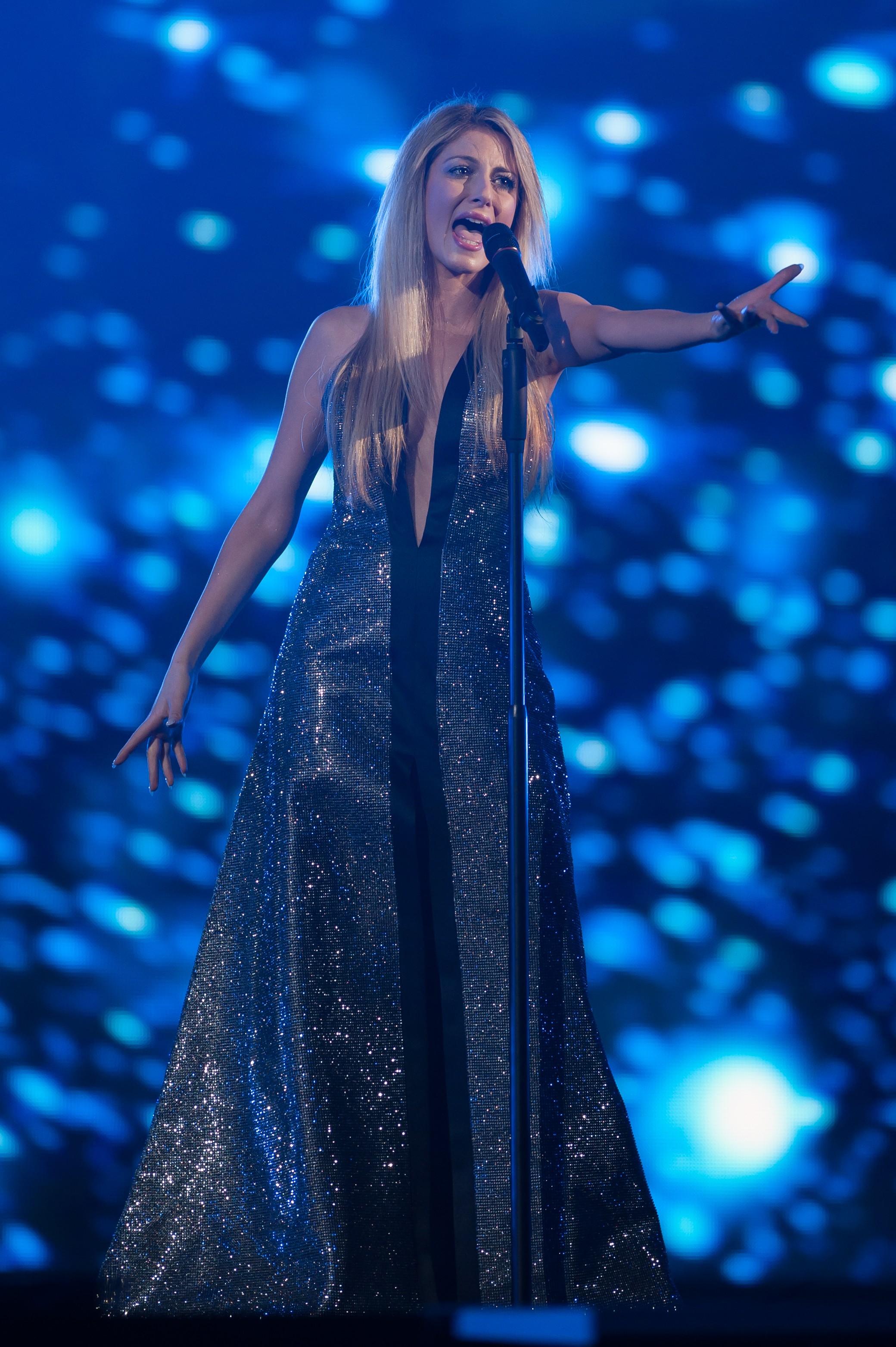
Maria Elena Kyriakou all'Eurovision Song Contest 2015

La cantante con One Last Breath ha preso parte all'ultima edizione dell'Eurosong, processo di selezione nazionale greco, risultandone la vincitrice e ottenendo così il diritto di rappresentare la Grecia all'Eurovision Song Contest 2015 di Vienna, in Austria.
Il brano ha gareggiato nella prima semifinale, raggiungendo la 6ª posizione con 81 punti e avanzando verso la finale, dove ha ottenuto 23 punti piazzandosi al 19º posto.

## Tracce
One Last Breath
Testi di Vaggelīs Kōnstantinidīs ed Evelina Tziōra, musiche di Maria Elena Kyriakou ed Eythyvoulos Theocharous.
1. One Last Breath – 2:58

One Last Breath (Eurovision version)
1. One Last Breath (versione Eurovision) – 2:47

## Classifiche
| Classifica (2015) | Posizione massima |
| ----------------- | ----------------- |
| Islanda           | 50                |